# Auguste Salles
Louis Auguste Salles, né le 9 mars 1860 à Ceaucé et mort le 5 mars 1941 à Paris, est un écrivain et agrégé de grammaire français. Il est le fondateur des Normands de Paris en 1906 et secrétaire-trésorier de la Société des amis de Montaigne, et l'un des spécialistes du début du XXe siècle de Montaigne.

## Biographie
Il est le fils de Louis Salles, marchand-épicier à Céaucé et de Anastasie Boisgontier. Ancien élève du lycée de Laval et de l’École normale supérieure en 1882, il est reçu à l'agrégation de grammaire en 1886. Il est lauréat du prix de l'éloquence de l'Académie française en 1890. Il se marie le 20 février 1894 à Laval, avec Marie Lucie Antoinette Lemonnier. Il est professeur aux lycées de Saint-Brieuc, Angers, Caen et au lycée Montaigne de Paris. 
Pressenti pour être candidat républicain après le décès de Lucien Chaulin-Servinière aux Élections législatives de 1898 dans la Mayenne, il refuse. Il est professeur au lycée Janson-de-Sailly à Paris de 1885 à 1927, et devient officier de l'Instruction publique la même année. Il est nommé chevalier de la Légion d'honneur le 10 janvier 1932.
Il est le rédacteur du Bulletin des Amis de Montaigne créé en 1913. Plusieurs de ces articles dans ce bulletin sont repris dans des ouvrages sur Montaigne,,,.
Il est domicilié 34 rue Saint-Didier à Paris.
En 1941, un médaillon dû au sculpteur Robert Delandre est placé sur sa tombe.

## Distinctions
- Officier de l'Instruction publique (1904)
- Chevalier de la Légion d'honneur (23 décembre 1931)[14]

## Publications
- Le Collège de Ceaucé vers 1684, Domfront, 1886, 49 p. in-8o ; Extrait du Bulletin de la Société historique et archéologique de l'Orne ;
- Georges Savary. 10 mai 1861-17 février 1886., Biographie, signée : Auguste Salles. - Discours prononcés à ses funérailles par Émile Sinoir, Victor Delbos et l'abbé Follioley. Extraits de ses œuvres., Laval : impr. de L. Moreau, 1887, in-8o, 49 p., portrait ;
- Catalogue de la bibliothèque du Cercle national [de Caen], Caen : impr. de E. Valin, 1892, in-8o, 27 p. ;
- Les Contes de Perrault, Laval : impr. de H. Leroux, 1894, in-8o, 38 p. prix d'éloquence de l’Académie française ;
- In Memoriam, Arras (10 novembre 1904), Niort : Impr. de L. Clouzot, (1904), in-8o, 14 p., Discours prononcés au service anniversaire à la mémoire de M. l'abbé Follioley, par MM. A. Salles et Louis Thulliez ;
- In memoriam. Lycée de Nantes. Collège de Lesneven., Inauguration du buste de l'abbé Follioley. Discours de MM. A. Salles, Gautté, Sarradin et Chantavoine, Niort, (1904), in-8o ;
- L'Abbé Follioley, sa vie et son œuvre (1836-1902), Niort : L. Clouzot, 1904, in-8o, 242 p., portrait ;
- Quarante textes de versions latines à distribuer en feuillets détachés aux élèves. Classe de cinquième, Paris : Garnier frères, 1905, in-18, 43 f. ;

Il est l'éditeur de l'œuvre posthume de Guillaume Guizot (1833-1892) concernant Montaigne. Auguste Salles est lauréat de l'Académie française.
Il est l'auteur de plusieurs articles sur la Normandie, dans le Pays bas-normand,, ainsi que la Mayenne.